# Ulrike Fitzer
Ulrike Fitzer, née Flender en 1982, est une aviatrice allemande qui est la première pilote de chasse de la Force de Défense fédérale allemande.

## Biographie
Fitzer est la fille d'un ingénieur électricien et d'une ingénieure en génie civil à Aidlingen. Son aspiration professionnelle initiale était de devenir astronaute. Alors qu'elle était encore à l'école, elle a effectué un stage dans un escadron Tornado.
En 2003, elle a passé son Abitur et, à la suggestion de son père, a postulé pour devenir élève-officier dans l'armée de l'air. Elle a effectué son premier vol en mai 2005 avec le 3e escadron d'entraînement de l'armée de l'air allemande au Airline Training Center Arizona à Goodyear (Arizona) dans un avion à hélice monomoteur Grob G 120A.
Elle a poursuivi sa formation en vol pendant treize mois à partir de février 2007 à la Sheppard Air Force Base près de Wichita Falls, au Texas. La formation y a été effectuée sur les types Cessna T-37 et Northrop T-38. Le 22 septembre 2007, elle a reçu sa licence de pilote militaire. Elle a ensuite été formée sur le Tornado à la Holloman Air Force Base près d'Alamogordo, au Nouveau-Mexique.
À partir de 2008, elle fait partie de la Fighter-Bomber Wing 32 à la base aérienne de Lechfeld près d'Augsbourg. Concernant son rôle de pionnière, elle a déclaré : « Je ne voulais pas du tout être la première, je voulais juste voler ». En octobre 2013, elle a terminé sa reconversion en tant que pilote d'Eurofighter au Tactical Air Force Wing 73 "Steinhoff", et depuis novembre 2014, elle est instructrice de vol sur ce type d'avion.

## Livre
- Werner Bischler, Klaus Hager: Leutnant Ulrike Flender: Erste Frau der Luftwaffe im Jet-Cockpit. In: 50 Jahre Jagdbombergeschwader 32. 150 Jahre Militärgeschichte Lechfeld.  Achensee-Verlag, Augsburg 2008,  (ISBN 3-938330-05-8), S. 250–251.